# 人面子
人面子 (レンミャンスイ、学名：Dracontomelon duperreanum、ピンイン rén miàn zǐ 英語: dracontomelon fruit) は、中国やベトナムに自生する樹木。中国語を由来とする。

## 概要
『人面子』の表記が日本の古文書に現れるのは、博物学や漢方薬の研究を盛んに行っていた「山本読書室」が定期的に行っていた「山本読書室物産会」に出品された品目一覧名に含まれる。
現代の日本においても、ほとんど知られていない「人面子」などの多くの博物学品目名が「山本読書室物産会」出品品目一覧名に含まれている。実の部分は、甘酸っぱく、中国や東南アジアではジュースのようにして飲まれている。実は生のまま食べられ、漬け物にもする。
人面子の名前の由来は、実の窪みには柔らかい棘が入っていて成熟すると抜け落ち、実の窪み部分の中身が入っていない場合、頭蓋骨の目の部分のように大きな穴が1つの方向から見て5つ見えていて、見る方向によっては、この実の窪みが苦悶した人面に見える事がある事から「人面子」と中国では呼ばれる。実の窪み部分が埋まっている実の場合には、窪みにしわが多く、同じ系統の「ドラコントメロン・ダオ(Dracontomelon dao)」の実は、1つの方向から見た時に、しわの多い5つの窪みが見え、各窪みの中に1つずつ仏像が埋まっているように見える事もある事から、タイやラオスでは、「Five Buddhas」と呼ぶ事がある。
漢方薬として利用される。実、葉、根の皮など部位によって薬効が違い、主として、解毒、胃の働きの活発化、食欲不振の治療、小児のてんかん治療、酔い覚ましがある。代表的な漢方薬としては、人面子叶(人面子の葉の漢方薬(「叶 yè」は「葉」の簡体字)。解毒し痛みを抑える)、人面子根皮(人面子の根の皮の漢方薬。痈(癰)を取り除く解毒作用)、人面果(実。食欲不振、消化不良に効く。褥瘡(床擦れ)の治療)などがある。